# Андроген-связывающий белок
Андроген-связывающий белок — гликопротеин, являющийся разновидностью глобулина связывающего половые гормоны. Вырабатывается клетками Сертоли в семенных канальцах яичек под влиянием фолликулостимулирующего гормона (ФСГ) для связывания тестостерона, дигидротестостерона и эстрадиола, которые становятся менее липофильными и накапливаются в просветной жидкости канальцев яичка, тем самым ускоряя созревание сперматозоидов.

## Отличие от глобулина связывающего половые гормоны
Андроген-связывающий белок и глобулин связывающий половые гормоны имеют общую аминокислотную последовательность, благодаря разным олигосахаридным концам они гликолизируются по-разному. Молекулярная структура их отличается ровно настолько, чтобы глобулин связывающий половые гормоны не влиял на независимый от общего гормонального фона процесс сперматогенеза.